# Brassia arcuigera
Brassia arcuigera (tên tiếng Anh là Arching Brassia) là một loài phong lan.

## Hình ảnh

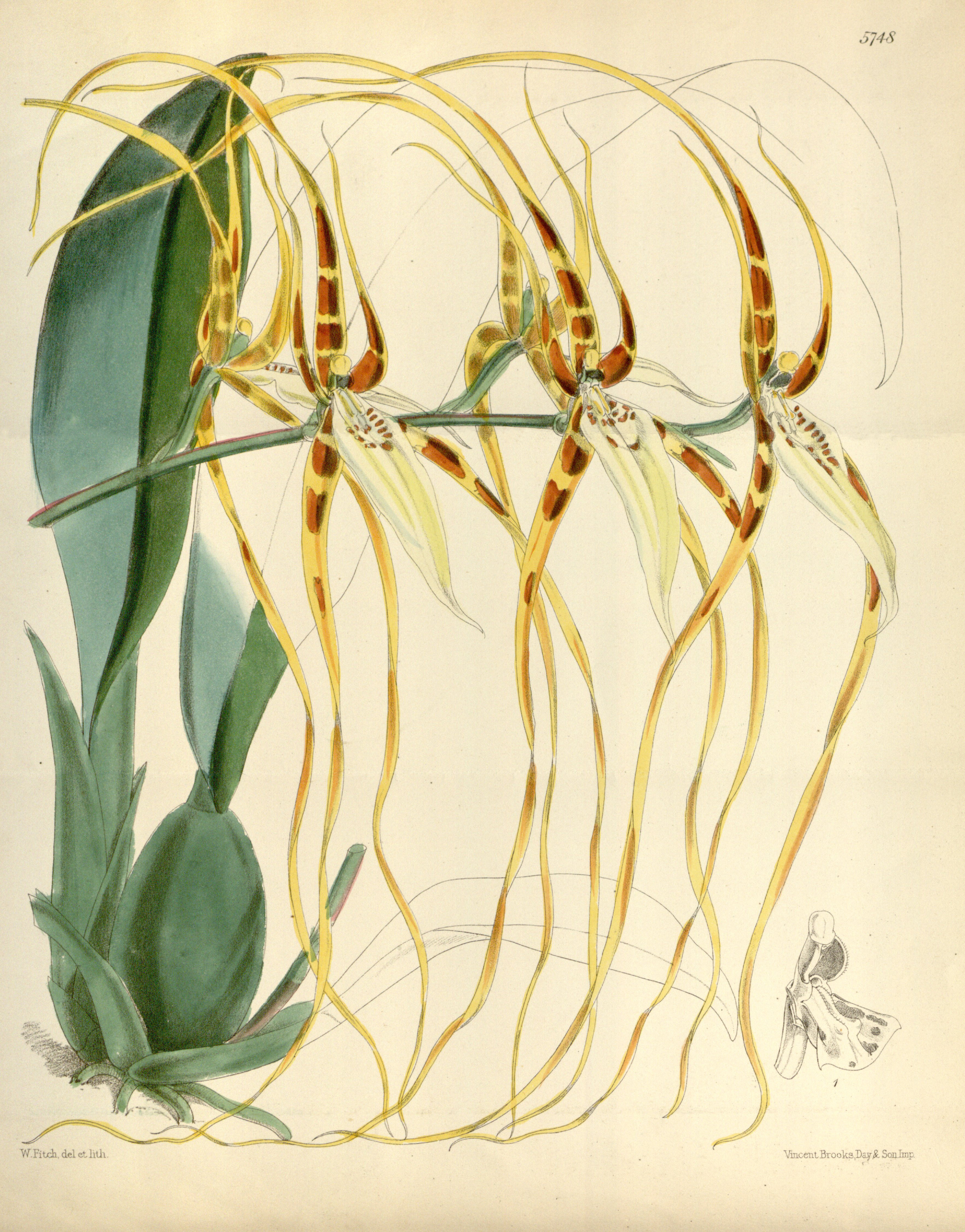
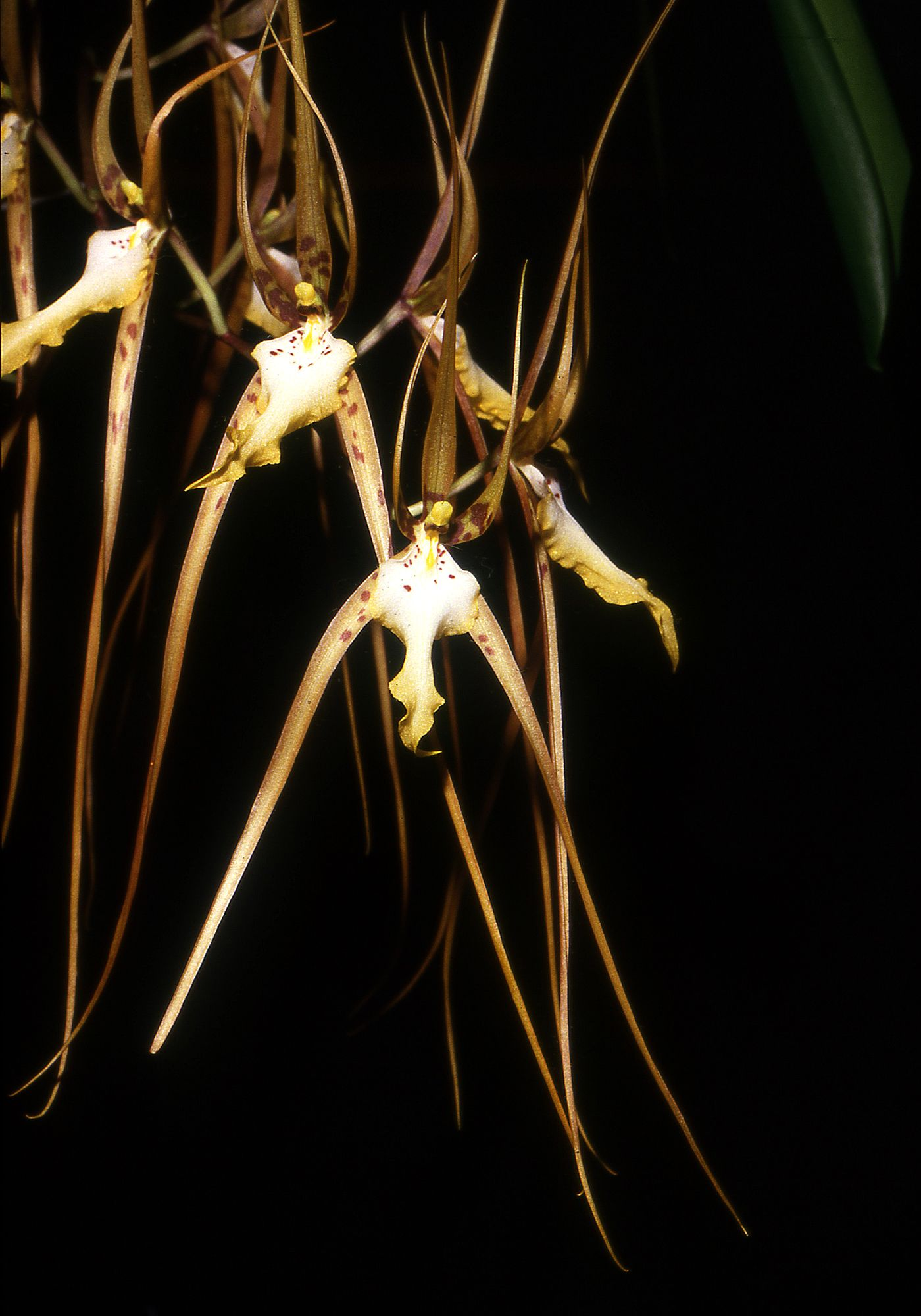
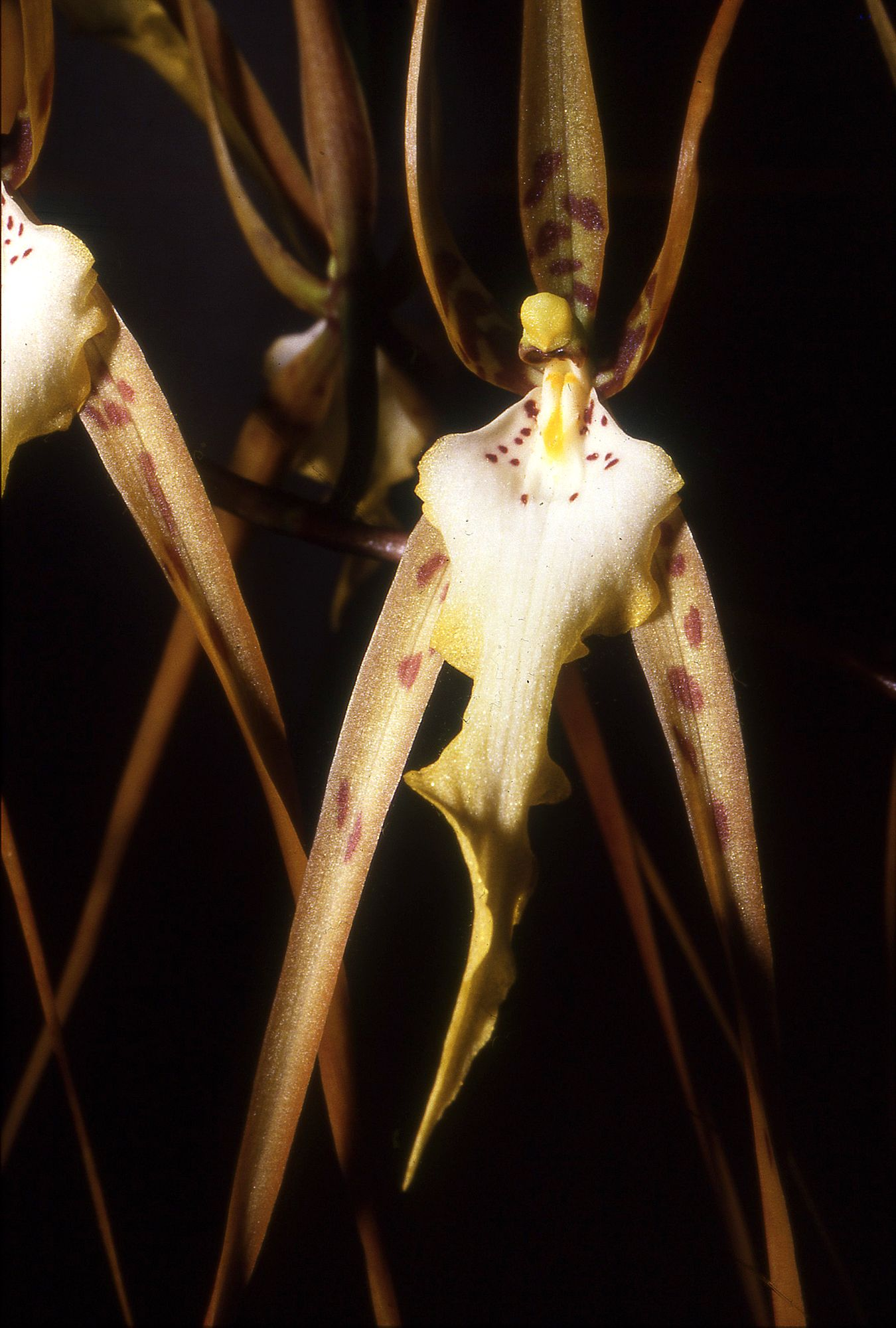